# 克劳迪娅·帕西尼
克劳迪娅·帕西尼（義大利語：Claudia Pasini，1939年3月2日—），意大利击剑运动员。她曾代表意大利参加1960年夏季奥林匹克运动会击剑比赛，结果获得女子团体花剑项目的铜牌。